# Cetingrad
Cetingrad es un municipio de Croacia en el condado de Karlovac.

## Geografía
Se encuentra a una altitud de 235 m s. n. m. a 104 km de la capital nacional, Zagreb.

## Demografía
En el censo 2011, el total de población del municipio fue de 2027 habitantes, distribuidos en las siguientes localidades:
- Batnoga - 95
- Begovo Brdo - 6
- Bilo - 16
- Bogovolja - 150
- Buhača - 34
- Cetinski Varoš - 30
- Delić Poljana - 14
- Donja Žrvnica - 4
- Donje Gnojnice - 20
- Đurin Potok - 38
- Glinice - 31
- Gojkovac - 12
- Gornja Žrvnica - 2
- Gornje Gnojnice - 29
- Grabarska - 147
- Kapljuv - 31
- Kestenje - 28
- Komesarac - 151
- Kruškovača - 50
- Kuk - 2
- Luke - 8
- Maljevac - 110
- Maljevačko Selište -32
- Pašin Potok - 199
- Podcetin - 41
- Polojski Varoš - 43
- Ponor - 89
- Ruševica - 57
- Sadikovac - 23
- Srednje Selo - 15
- Strmačka - 23
- Šiljkovača - 67
- Tatar Varoš - 81
- Trnovi - 0

| Gráfica de población de Cetingrad (localidad) 1857-2011             |
|                                                                     |
| Según los censos de población de la oficina estadística de Croacia. |